# Hallux rigidus
Hallux rigidus o alluce rigido è una limitazione dell'escursione dell'articolazione metatarso-falangea dell'alluce del piede.

## Diagnosi
Normalmente l'escursione completa dell'alluce del piede varia dai 65 ai 75 gradi. Nell'alluce rigido l'escursione è inferiore ai 65 gradi.

## Complicanze
Da notare che tale disfunzione potrebbe creare anche problemi di deambulazione mentre si cammina poiché le dita dei piedi sono anche responsabili dell'equilibrio e portamento.

## Trattamento
Esistono terapie adatte a base di cortisone e sono previsti anche interventi chirurgici per migliorarne il movimento.